# Hans Christian von Baeyer
Hans Christian von Baeyer (1938) é um físico estadunidense. É professor do College of William & Mary.
Recebeu em 2005 o Prêmio Andrew Gemant.

## Obras
- Rainbows, Snowflakes, and Quarks: Physics and the World Around Us. New York: McGraw-Hill. 1984. ISBN 0-07-067545-7
- The Fermi solution: Essays on Science. New York: Random House. 1993. ISBN 0-679-40031-1
- Taming the Atom: The Emergence of the Visible Microworld (Penguin Science). London, England: Penguin Books Ltd. 1994. ISBN 0-14-015621-6
- Warmth Disperses and Time Passes: The History of Heat. New York: The Modern Library. 1999. ISBN 0-375-75372-9
- Information: The New Language of Science. Cambridge: Harvard University Press. 2004. ISBN 0-674-01387-5